# Foire de la truffe blanche d'Alba

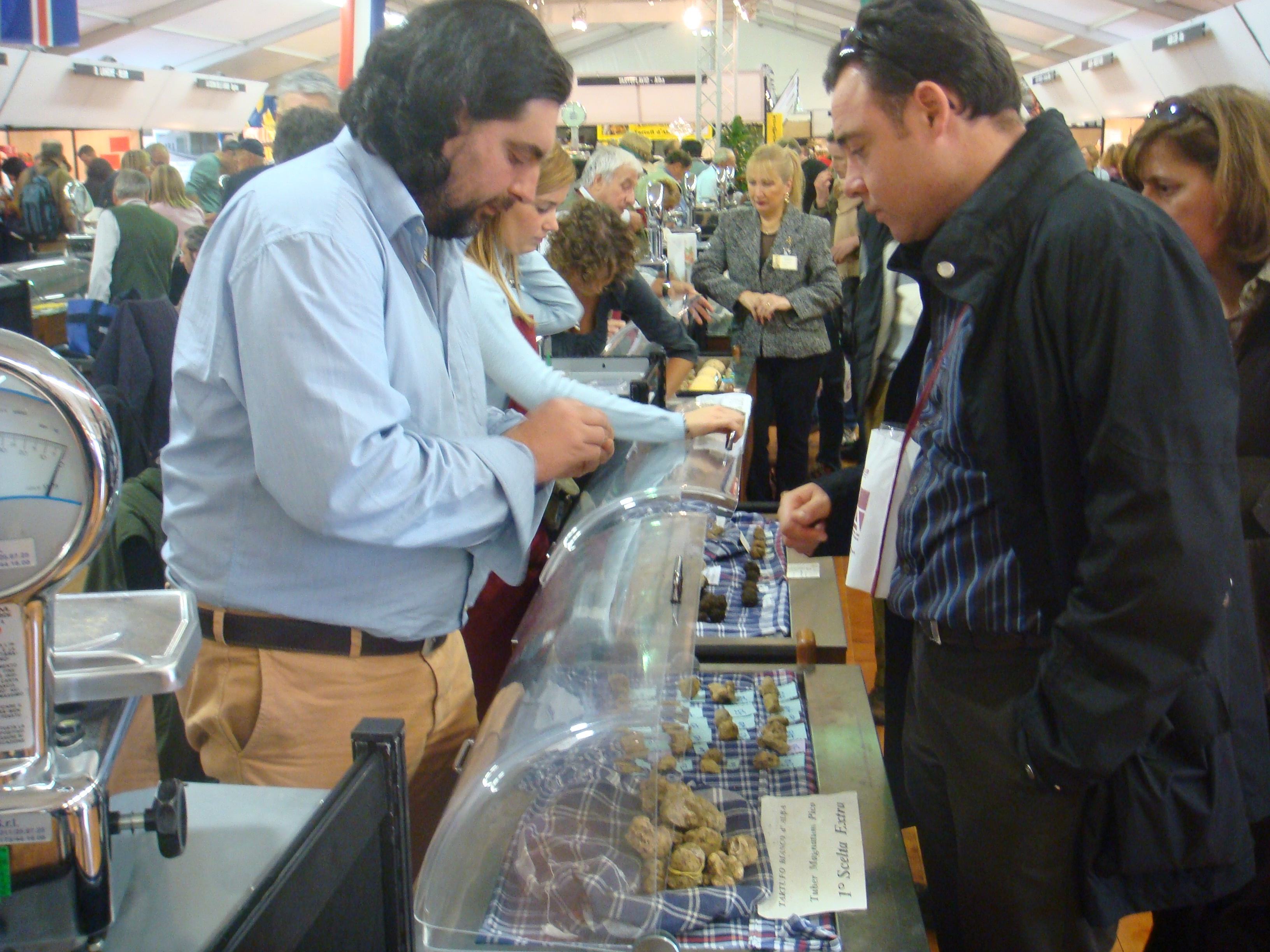
Foire de la truffe blanche d'Alba.

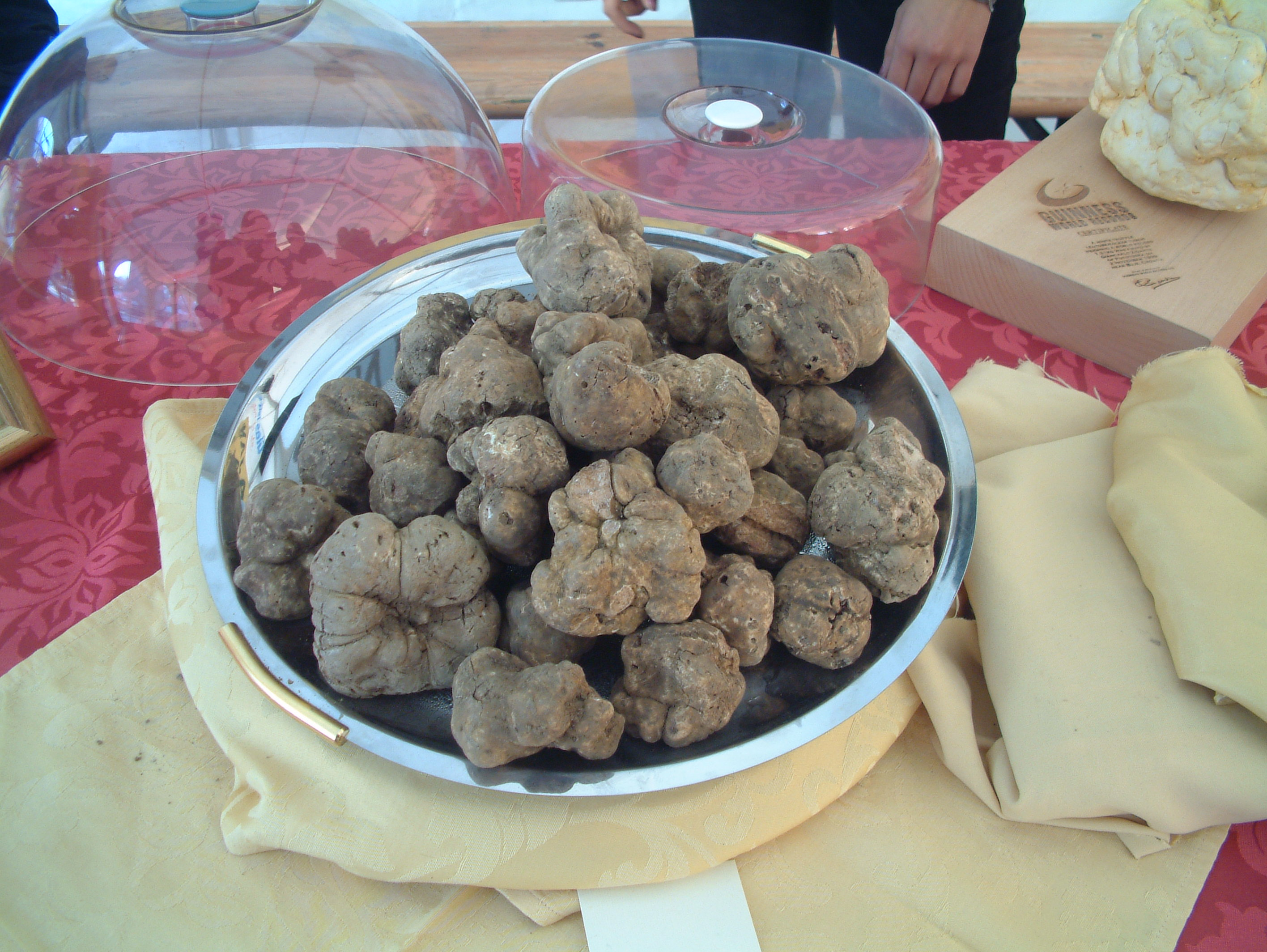
Truffes blanches en Croatie.

La foire de la truffe blanche d'Alba (fiera del tartufo) est un événement économique et traditionnel annuel qui se déroule à Alba à l'automne, mettant la truffe et le vin à l'honneur.

## Description
Cette foire internationale a lieu chaque année dans la ville d'Alba située au nord de l'Italie, dans le Piémont. Les festivités se déroulent sur plus d'un mois (entre octobre et novembre), même si elles ont principalement lieu les weekends. Un grand marché de la truffe blanche récoltée dans l'année est mis en place, avec des spectacles, de la musique, des séances de dégustation, une foire au vin...
En général, le 2e dimanche de novembre est organisée, au château-œnothèque de Grinzane Cavour, l'Asta Mondiale, vente aux enchères des plus belles truffes blanches de la région en connexion simultanée avec de grandes villes étrangères.

## Histoire
La foire de la truffe est une manifestation très connue et traditionnelle de la ville de Alba.
Cette foire voit son origine dans les années 1920 lorsque, à l'occasion de la fête de la récolte du vin en 1928, Giacomo Morra propose de créer une exposition consacrée aux truffes.
La première exposition étant un véritable succès, cette manifestation est devenue permanente. L'année suivante a été organisée la 1re foire de la truffe officielle.
Cette dénomination "la foire de la truffe" fait sa première apparition le 17 octobre 1929 dans un article de la presse italienne "la Gazzetta d'Alba".
En 1963, la foire de la truffe a été proclamée fête nationale.

## Activités principales

### Vente des truffes
Le marché international des truffes représente le pivot de cette manifestation culturelle. C'est l'occasion de présenter le produit typique de la région. Les visiteurs y vont pour voir, toucher et acheter les truffes. Tous les produits sont exposés et contrôlés par une commission qui reste à disposition des clients pendant la foire.
À côté des truffes, les clients peuvent aussi trouver des dégustations gastronomiques typiques du territoire, dont le vin.

### Vinum
Une autre fonction principale de cette foire est le Vinum, dégustation qui accueille 'un grand nombre de touristes.
La dégustation des vins est l'occasion de proposer et de promouvoir la variété des vins produits sur le territoire.

### Grand marché
Chaque année, à l'occasion de la foire de la truffe, la ville se retrouve entourée par des stands où les commerçants proposent aux clients des produits de toute variété : vêtements, chaussures, objets en tout genre, etc..

## Traditions ancestrales

### Défilé médiéval
Au cours des années, la fête internationale de la truffe blanche est devenue de plus en plus liée au territoire, à la culture et aux typicités historiques de la ville. C'est pour cela qu'en complément, la foire de la truffe propose une véritable représentation des habitudes, des habilles, et des typicités médiévales de la ville, avec un défilé que les Italiens appellent la sfilata.
Ce défilé a lieu le premier jour de la fête et le dernier.

### Course des ânes
La course des ânes fait partie du défilé. La ville est divisée en différents bourgs d'où débutent différents défilés qui se retrouvent ensuite au cœur de la vile. Le défilé se termine avec la course des ânes : chaque bourg est représenté par un âne et l'âne gagnant la course donne la victoire à son bourg d'appartenance.